# Yoyuteris ballator
Yoyuteris ballator är en insektsart som beskrevs av Otte, D. 2006. Yoyuteris ballator ingår i släktet Yoyuteris och familjen syrsor. Inga underarter finns listade i Catalogue of Life.